# سورابايا
سورابايا مدينة كبرى وعاصمة إقليم جاوا الشرقية في إندونيسيا، تعد ثاني أكبر مدينة في البلاد بعد العاصمة جاكرتا. يزيد عدد سكانها عن 2,7 مليون نسمة، وتقع على الساحل الشمالي لجزيرة جاوة.
وتعد مركز صناعي وميناء بحري، «سوربايا» مثوى كثير من الحضارمة المهاجرين.

## المناخ
يظهر الجدول التالي التغييرات المناخية على مدار السنة لسورابايا:
| البيانات المناخية لـسورابايا | البيانات المناخية لـسورابايا | البيانات المناخية لـسورابايا | البيانات المناخية لـسورابايا | البيانات المناخية لـسورابايا | البيانات المناخية لـسورابايا | البيانات المناخية لـسورابايا | البيانات المناخية لـسورابايا | البيانات المناخية لـسورابايا | البيانات المناخية لـسورابايا | البيانات المناخية لـسورابايا | البيانات المناخية لـسورابايا | البيانات المناخية لـسورابايا | البيانات المناخية لـسورابايا |
| الشهر | يناير                        | فبراير                       | مارس                         | أبريل                        | مايو                         | يونيو                        | يوليو                        | أغسطس                        | سبتمبر                       | أكتوبر                       | نوفمبر                       | ديسمبر                       | المعدل السنوي                |
| --- | ---------------------------- | ---------------------------- | ---------------------------- | ---------------------------- | ---------------------------- | ---------------------------- | ---------------------------- | ---------------------------- | ---------------------------- | ---------------------------- | ---------------------------- | ---------------------------- | ---------------------------- |
| الدرجة القصوى °م (°ف) | 33.3 (91.9)                  | 34.4 (93.9)                  | 33.9 (93.0)                  | 33.3 (91.9)                  | 33.9 (93.0)                  | 33.9 (93.0)                  | 33.9 (93.0)                  | 34.4 (93.9)                  | 33.9 (93.0)                  | 35 (95)                      | 35.6 (96.1)                  | 35 (95)                      | 35.6 (96.1)                  |
| متوسط درجة الحرارة الكبرى °م (°ف) | 31.8 (89.2)                  | 31.5 (88.7)                  | 31.6 (88.9)                  | 31.4 (88.5)                  | 31.6 (88.9)                  | 31.2 (88.2)                  | 31.3 (88.3)                  | 30.1 (86.2)                  | 32.7 (90.9)                  | 33.4 (92.1)                  | 33.1 (91.6)                  | 31.9 (89.4)                  | 31.8 (89.2)                  |
| المتوسط اليومي °م (°ف) | 26.8 (80.2)                  | 26.8 (80.2)                  | 27 (81)                      | 27.3 (81.1)                  | 27.3 (81.1)                  | 26.7 (80.1)                  | 26.2 (79.2)                  | 26.5 (79.7)                  | 27.2 (81.0)                  | 28.2 (82.8)                  | 28.3 (82.9)                  | 27.3 (81.1)                  | 27.1 (80.9)                  |
| متوسط درجة الحرارة الصغرى °م (°ف) | 24.1 (75.4)                  | 24.2 (75.6)                  | 24.0 (75.2)                  | 24.8 (76.6)                  | 24.1 (75.4)                  | 23.5 (74.3)                  | 23.0 (73.4)                  | 22.5 (72.5)                  | 22.9 (73.2)                  | 23.7 (74.7)                  | 24.1 (75.4)                  | 23.8 (74.8)                  | 23.7 (74.7)                  |
| أدنى درجة حرارة °م (°ف) | 21.1 (70.0)                  | 21.1 (70.0)                  | 20.6 (69.1)                  | 18.3 (64.9)                  | 16.7 (62.1)                  | 15.6 (60.1)                  | 14.4 (57.9)                  | 16.1 (61.0)                  | 16.7 (62.1)                  | 17.8 (64.0)                  | 19.4 (66.9)                  | 20 (68)                      | 14.4 (57.9)                  |
| معدل هطول الأمطار مم (إنش) | 327 (12.9)                   | 275 (10.8)                   | 283 (11.1)                   | 181 (7.1)                    | 159 (6.3)                    | 101 (4.0)                    | 22 (0.9)                     | 15 (0.6)                     | 17 (0.7)                     | 47 (1.9)                     | 105 (4.1)                    | 219 (8.6)                    | 1٬751 (69)                   |
| متوسط الأيام الممطرة | 17                           | 18                           | 19                           | 15                           | 13                           | 11                           | 7                            | 3                            | 4                            | 5                            | 12                           | 23                           | 147                          |
| متوسط الرطوبة النسبية (%) | 66.61                        | 69.1                         | 66.3                         | 67.23                        | 64.87                        | 60.27                        | 60.84                        | 57.87                        | 54.53                        | 56.06                        | 56.13                        | 63.03                        | 61.90                        |
| ساعات سطوع الشمس الشهرية | 217                          | 196                          | 217                          | 270                          | 279                          | 300                          | 341                          | 341                          | 330                          | 310                          | 270                          | 248                          | 3٬319                        |
| ساعات سطوع الشمس اليومية | 7.0                          | 7.0                          | 7.0                          | 9.0                          | 9.0                          | 10.0                         | 11.0                         | 11.0                         | 11.0                         | 10.0                         | 9.0                          | 8.0                          | 9.1                          |
| نسبة وصول أشعة الشمس | 58                           | 58                           | 58                           | 75                           | 75                           | 83                           | 92                           | 92                           | 92                           | 83                           | 75                           | 62                           | 75                           |
| المصدر #1: World Meteorological Organization; Climate-Data.org (daily mean); and Worldwide Bioclimatic Classification System (record extreme temperature) |                              |                              |                              |                              |                              |                              |                              |                              |                              |                              |                              |                              |                              |
| المصدر #2: Weather Atlas (sunshine data) |                              |                              |                              |                              |                              |                              |                              |                              |                              |                              |                              |                              |                              |

## توأمة
لسورابايا اتفاقيات توأمة مع كل من:
- سياتل (1992 - )[17]
- جدة
- فارنا (1 ديسمبر 2010 - )[17]
- إسطنبول
- غوانزو (21 ديسمبر 2005 - )[17]
- مارسيليا (15 فبراير 2007 - )[17]
- كوتشي (17 أبريل 1997 - )[17]
- مشهد
- بوسان (10 نوفمبر 1994 - )[17]
- روتردام
- جيانغمن (31 مايو 2012 - )[17]
- كيتاكيوشو (12 نوفمبر 2012 - )[17]
- مونتيري (2001 - )[17]
- شاه عالم (21 مايو 2009 - )[17]
- شيامن (23 يونيو 2006 - )[17]
- إزمير (1995 - )[18]

## أعلام
- جاك كول
- جان كوك
- أحمد سوكارنو
- لاورا غيمسر
- سوتومو